# J-five
J-five, pseudonimo di Jonathan Kovacs (Hollywood, 26 marzo 1983), è un rapper statunitense.
È il cantante del gruppo di rock californiano Dusty white.

## Biografia
Nato in California da padre francese e madre austriaca, in una famiglia composta da altri tre fratelli, è stato introdotto al rock dai propri genitori tramite l'ascolto di classici quali Led Zeppelin, Beatles e Rolling Stones. Successivamente Kovacs scopre artisti fondamentali del rap quali A Tribe Called Quest, Nas e Wu-Tang Clan, che influenzeranno la sua musica.
Nel periodo della sua frequentazione della North Hollywood High School, fonda il gruppo Dusty white, misto di rock, grunge e rap. Il suo primo disco Summer del 2004 espone la sua passione per il rap e per le influenze mutuate dalla famiglia con venature di grunge. J-five, utilizzato da Kovacs per i suoi primi rap battle, è un acronimo di Johnny 5, robot protagonista del film Corto circuito.
Il suo maggiore successo è proprio del 2004 quando con il brano Modern Times rende un tributo al cinema di Charlie Chaplin ottenendo un'ottima risposta di pubblico anche in Italia.

## Discografia
- Sweet little nothing, J-five 2004
- Summer, Johnny Five 2004